# Félix Martin (homme politique)
Pour les articles homonymes, voir Félix Martin et Martin.
Félix Martin est un homme politique français né le 18 juillet 1840 au Creusot (Saône-et-Loire) et décédé le 4 août 1924 au Creusot.
Médecin au Creusot, il est député de Saône-et-Loire de 1884 à 1885, et sénateur de 1887 à 1924, inscrit au groupe des indépendants et vote plutôt avec la gauche. Il est l'un des fondateurs de la Revue d'économie sociale, et collabore à de nombreux journaux de province.

## Sources
- « Félix Martin (homme politique) », dans Adolphe Robert et Gaston Cougny, Dictionnaire des parlementaires français, Edgar Bourloton, 1889-1891 [détail de l’édition]
- « Félix Martin (homme politique) », dans le Dictionnaire des parlementaires français (1889-1940), sous la direction de Jean Jolly, PUF, 1960 [détail de l’édition]